# Tobias Gunte
Tobias Gunte (* 11. April 1997 in Berlin) ist ein deutscher Fußballspieler.

## Karriere
Nach seinen Anfängen in der Jugend des Lichtenrader BC 25 und des Lichterfelder FC wechselte er im Sommer 2011 in die Jugendabteilung des FC Viktoria 1889 Berlin. Nachdem er alle Jugendmannschaften seines Vereins durchlaufen und zu 24 Einsätzen in der A-Junioren-Bundesliga gekommen war, bei denen ihm ein Tor gelang, wurde er im Sommer 2016 in den Kader der 1. Mannschaft in der Regionalliga Nordost aufgenommen und hat dort einen Vertrag bis 2022.
In der Spielzeit 2020/21 wurde er mit der Viktoria Meister in der Regionalliga Nordost und stieg mit dem Verein in die 3. Liga auf. Dort kam er auch zu seinem ersten Einsatz im Profibereich, als er am 25. Juli 2021, dem 1. Spieltag, beim 2:1-Heimsieg gegen FC Viktoria Köln in der Startformation stand. Nachdem er sich 2023 der VSG Altglienicke angeschlossen hatte, wechselte er 2025 zum BFC Dynamo nach Alt-Hohenschönhausen.

## Erfolge
- Regionalliga Nordost-Meister und Aufstieg in Liga 3: 2020/21